# Saint-Trojan
Saint-Trojan è un comune francese di 326 abitanti situato nel dipartimento della Gironda nella regione della Nuova Aquitania.
Esso prende il nome da San Troiano, 5º vescovo di Saintes.

## Società

### Evoluzione demografica
Abitanti censiti